# Stephan Forté
Stephan Forté (Montpellier, 16 de noviembre de 1978) es un músico francés. Es el guitarrista de la banda de progressive neo-classical metal Adagio. 

## Estilo e influencias
Forté ha sido influenciado por otros guitarristas, como Yngwie Malmsteen, John Petrucci o Michael Romeo.

## Discografía

### Con Adagio
- Sanctus Ignis (full-length, 2001)
- Underworld (full-length, 2003)
- A Band in Upperworld (live, 2004)
- Dominate (full-length, 2006)
- Archangels in Black (full-length, 2009)
- Life (full-length, 2017)

### Con Red Circuit
- Trance State (full-length, 2006)

### Solo
- Visions (demo, 1996)
- Underworld - Solos and Licks (DVD, 2004)
- The Shadows Compendium (2011)
- Enigma Opera Black (2014)